# Lago Kleiner Zillmann
El lago Kleiner Zillmann (en alemán: Kleiner Zillmannsee) es un lago situado en el distrito de Llanura Lacustre Mecklemburguesa, en el estado de Mecklemburgo-Pomerania Occidental (Alemania), a una altitud de 66.5 metros; tiene un área de 12.4 hectáreas.
Se encuentra ubicado a poca distancia al este del lago Müritz, el más extenso de Alemania.